# Feuerökologie

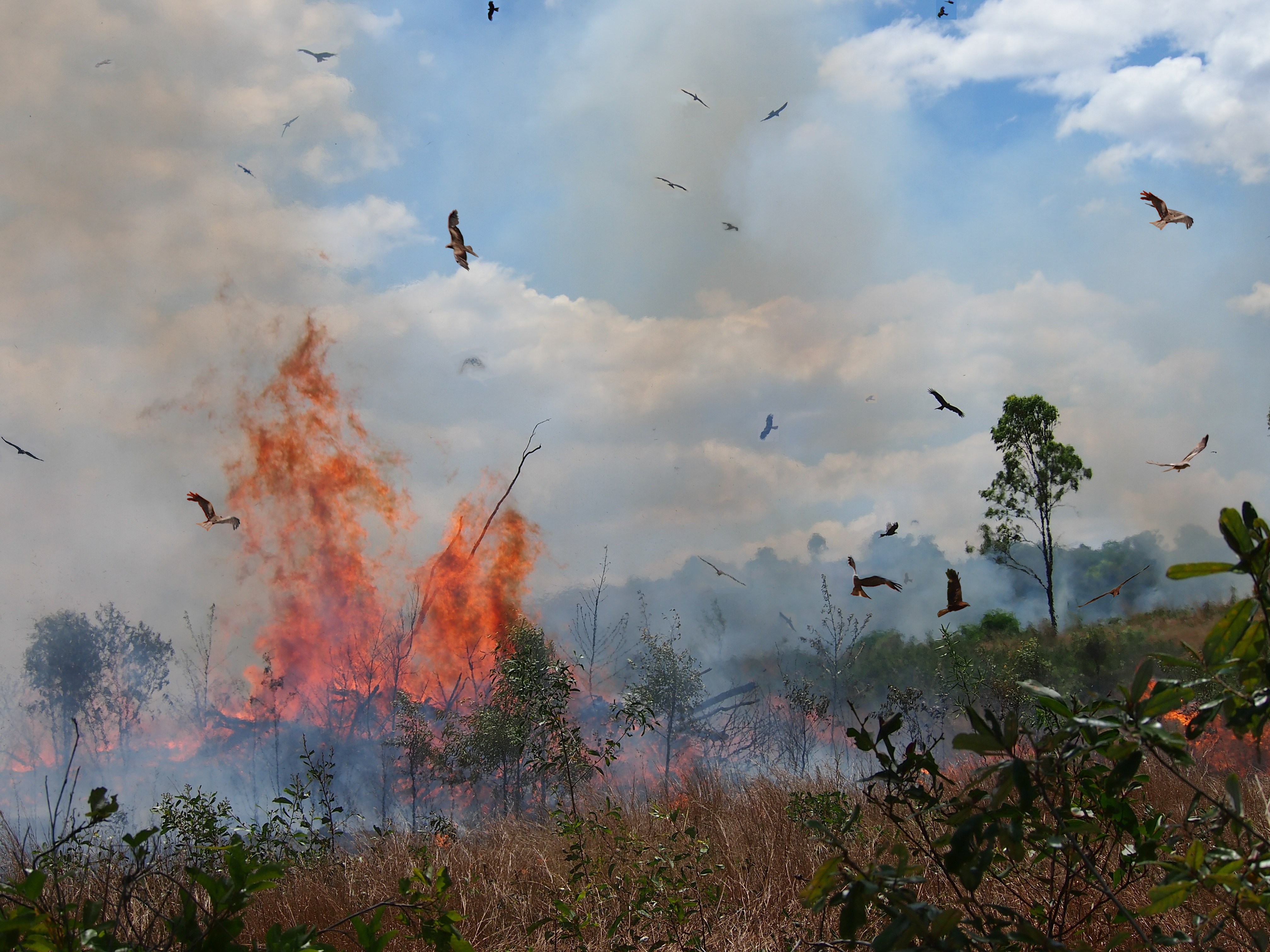
Falken nutzen einen Waldbrand in Australien zur Jagd

Die Feuerökologie ist eine Forschungsrichtung der Ökologie, in der es um die natürliche Rolle des Feuers als Umweltfaktor in verschiedenen Ökosystemen, seine Anwendung durch den Menschen in traditionellen Formen der Landwirtschaft, seine kulturgeschichtliche Bedeutung und seine Auswirkungen auf Gesundheit, Umwelt und Klima geht.
Der Begriff etablierte sich in den 1970er Jahren, als immer deutlicher wurde, dass Wald- und Buschbrände als ökologische Störung nicht nur katastrophale Ereignisse sind, die Leben vernichten, sondern dass Feuer ein wichtiger Umweltfaktor für manche Lebensräume sowie bestimmte Pflanzen ist: So verdanken etwa fast alle Feucht- und Trockensavannen der Tropen sowie subtropische Gras- und Hartlaub-Buschlandschaften als sogenannte Feuerklimax ihre Existenz als baumarme Landschaften in waldfähigen Klimaten vor allem regelmäßig wiederkehrenden Bränden. Etliche Pflanzen solcher Biome benötigen Feuer, um zu keimen, sich zu etablieren oder zu vermehren. Zudem fördert das Feuer die Evolution der Arten.
Auch bei trockenen Tundren, Steppen und borealen Nadelwäldern leisten Brände einen wesentlichen Beitrag zur Vitalität und Erneuerung der Lebensräume.
Die borealen Nadelwälder Europas sowie die trockenen Tundrenbereiche Nordamerikas brannten ursprünglich etwa zweimal pro Jahrhundert. Auch wenn diese Gebiete keine Feuerlandschaften sind, würden sie ohne regelmäßige Brände anders aussehen: Die nordischen Nadelwälder bestünden dann vorwiegend aus Fichten ohne Kiefern.
Selbst in immerfeuchten tropischen Regenwäldern und subtropischen Lorbeerwäldern treten im Abstand von Jahrhunderten (oder auch nur Jahrzehnten, etwa bei häufigen Kiefern) natürliche Brände auf. Am seltensten sind sie in feucht-gemäßigten Wäldern (gemäßigter Regenwald und sommergrüner Laubwald).

## Inhalte
Feuerökologen untersuchen nicht nur die naturgegebenen Zusammenhänge in Feuerökosystemen, sondern insbesondere auch die Rolle des Menschen – sowohl als Brandstifter wie auch als Brandbekämpfer und -verhinderer –, da jegliche Eingriffe in größerem Maßstab Veränderungen im Naturhaushalt verursachen. So führt etwa das schnelle Löschen von Bränden in den nordischen Nadelwäldern zu selteneren, aber weitaus verheerenderen Feuersbrünsten, die auch die feuerresistenten Pflanzen nicht überleben.
Demgegenüber spielen vom Menschen gelegte Feuer für die Jagd, zur Weidepflege oder zur Urbarmachung durch Brandrodung im Wanderfeldbau seit Jahrtausenden eine mindestens ebensogroße Rolle für die Feuerlandschaften wie natürlich entstandene Brände.
Schlussendlich spielen vermehrte Vegetationsbrände heute eine nicht unbedeutende Rolle im Zusammenhang mit der globalen Erwärmung.

### Formen von natürlichen Waldbränden

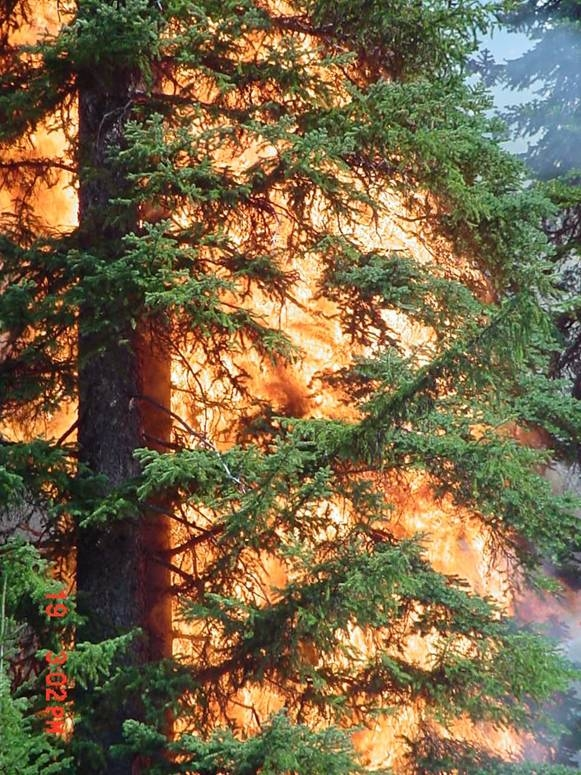
Baumkronenbrände erzeugen sehr hohe Temperaturen und führen zu großen Schäden

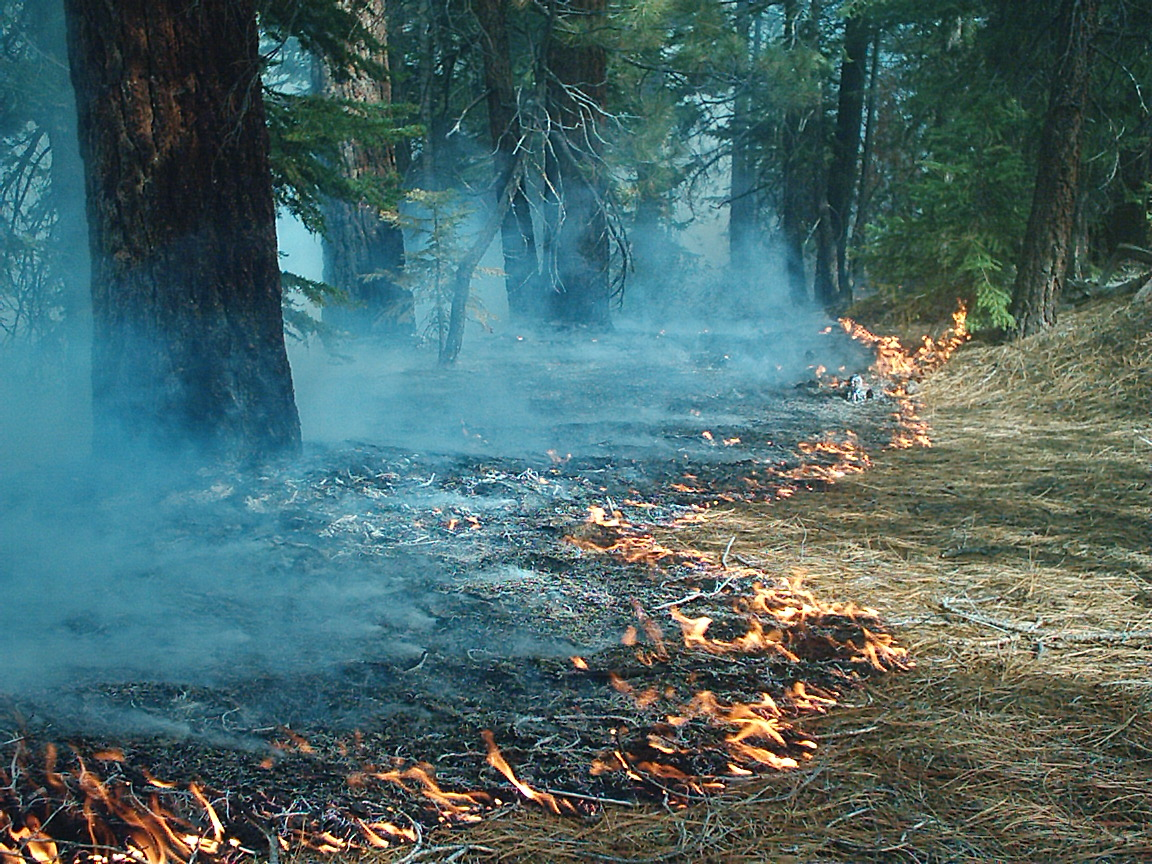
Bodenbrände hingegen sind wesentlich „kälter“, kürzer und weniger zerstörend

Feuer ist ein abiotischer Umweltfaktor, der je nach Art eines Waldbrandes unterschiedliche Auswirkungen hat
- Baumkronenbrände
  - Sie entstehen durch trockene, reichlich vorhandene Bodenstreu (etwa nach langen feuerfreien Perioden und durch Klimaveränderungen) und breiten sich vor allem durch gasartige flüchtige Verbindungen aus Baumharzen aus.[5]
  - Kronenbrände zerstören häufig die gesamte Vegetation und fast alle tierischen Lebewesen, die nicht rechtzeitig vor ihnen flüchten können. Oft muss ausgehend von Pioniergesellschaften erst die gesamte Sukzession nochmals durchlaufen werden, bis sich die Ausgangslebensgemeinschaft annähernd wiederhergestellt hat.
  - Solche Brände bewirken andererseits jedoch eine Verjüngung von Beständen und verhindern ein Aussterben von Lebewesen, die auf bestimmte Sukzessionsstadien angewiesen sind.

- Bodenbrände (Lauffeuer)
  - In teilweise trockenen Wäldern (Boreale Nadelwälder, Eucalyptuswälder, tropische Trockenwälder) entstehen regelmäßige Grundfeuer von höchstens 500 °C in maximal 1 m Höhe, die nur kurz verweilen, sodass die Baumkronen unversehrt bleiben und nur die Streuschicht vernichtet wird[6]
  - Die Temperaturen solcher Feuer bleiben bei 10 Sekunden Einwirkungszeit in Bodennähe unter 100 °C, sodass der Boden selbst kaum die Grenze zum Hitzestress überschreitet und der Wurzelbereich unbeschädigt bleibt.[5]
  - Lauffeuer haben eine selektive Wirkung auf Lebewesen. Manche Lebewesen werden durch die Brände limitiert, andere gefördert.
  - Bodenbrände fördern die Remineralisierung organischer Reststoffe (Holz enthält 0,2 % bis 0,8 % Mineralien, vor allem Kalium)
  - Stickstoffbindende Leguminosen z. B. gedeihen nach Bränden besonders gut
  - Die Fauna des Bodens wird häufig relativ wenig geschädigt.[6]

### Anpassungen von Organismen an Feuer

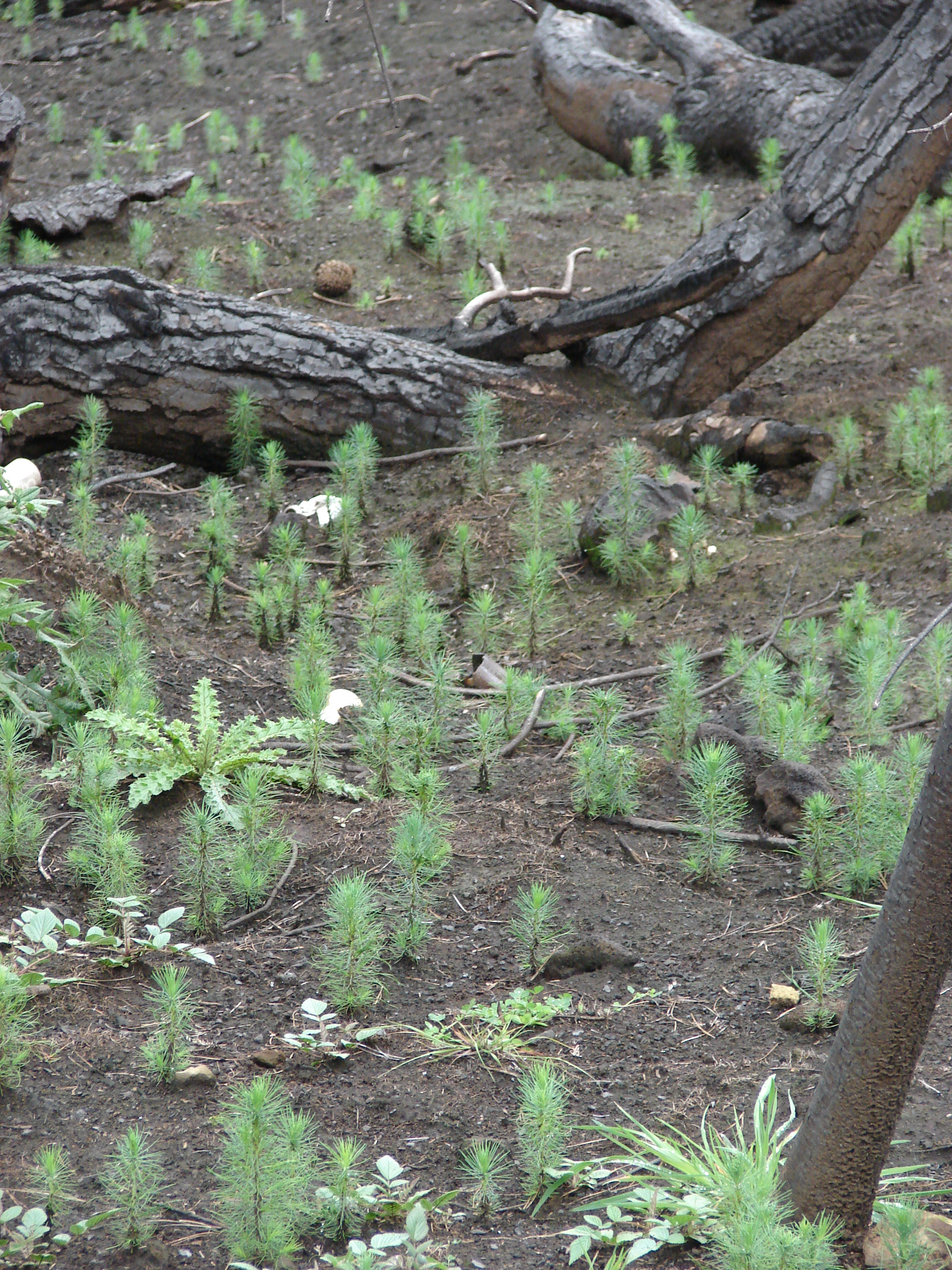
Keimlinge der Monterey-Kiefer auf einer Brandfläche: Erst die Hitze hat die Zapfen geöffnet

Ab 45–55 °C kann Hitzestress die Organe von Pflanzen schädigen. Bei diesen vergleichsweise niedrigen Temperaturen sind wasserreiche Gewebe gefährdeter als trockenere. Bei langanhaltenden Bränden treten hingegen Temperaturen von 600–1000 °C auf, die jegliche Biomasse zerstören.
Vor allem Pflanzen haben Anpassungen an regelmäßige Brände entwickelt. Wenn diese Anpassungen Pflanzenarten – direkt oder indirekt – fördern, werden sie als Pyrophyten bezeichnet.
- Relativ feuerresistente Borke und Erneuerungsknospen, die nach einem Brand zerstörte Organe ersetzen können, finden sich bei vielen Kiefernarten, bei Douglasie, Westamerikanischer Lärche und den beiden amerikanischen Mammutbäumen.[5]
- Die Pech-Kiefer und einige Hartlaubsträucher der Subtropen können sich nach dem kompletten Verbrennen der oberirdischen Teile durch Stockausschlag regenerieren. Einige Bäume – etwa Kanarenkiefer oder Küstenmammutbaum – nutzen dazu auch Fähigkeiten wie Syllepsis und Prolepsis oder Wurzelbrut wie die Zitter-Pappel.[5]
- Die australischen Grasbäume haben nicht nur Anpassungen zum Überstehen von Bränden entwickelt, sondern benötigen diese sogar zum Wachstum, da diese die weniger feuerresistente Konkurrenz limitieren und die Remineralisierung von Nährstoffen fördern.
- Die Korkeichen sind mit ihrer besonders gut isolierenden Rinde gegen Feuer weitgehend geschützt und können die verlorenen Blätter und jungen Äste aus dem unversehrten Kambium erneut bilden.
- Etliche Eichenarten sind gut an Brände angepasst: Ihre Samen keimen besonders gut nach Hitzestress.[2]
- Arten der Gattung Banksia behalten ihre Samen zeitlebens an der Mutterpflanze. Erst wenn diese durch Feuer zerstört wurde und die Samen einer ausreichend großen Hitze ausgesetzt wurden, können diese keimen.
- Die im Südosten der USA beheimatete Sumpfkiefer Pinus palustris ist gegen Feuer resistenter als jede andere dort wachsende Baumart. Ihre Endknospen sind durch feuerresistente lange Nadeln geschützt. Ohne die Brände würden die Kiefern von den dann vermehrt wachsenden nicht brandresistenten Pflanzen verdrängt.
- Die Zapfen der kalifornischen Monterey-Kiefer öffnen sich nur bei großer Hitze.
- Zahlreiche Zypressen geben ihre Samen erst dann aus den fest geschlossenen Zapfen frei, wenn die Elternpflanze durch Feuer getötet wird. Die Sämlinge haben dann ideale Wuchsbedingungen.
- Für die meisten Tiere sind die Auswirkungen von Bränden indirekter Art, da sie diesen meist durch Mobilität entkommen können. Eine Ausnahme stellt der Schwarze Kiefernprachtkäfer dar, da er mittels spezieller Infrarotsensoren gezielt nach einem Brand besonders warmes Holz zur Eiablage ansteuert.

### Klimaveränderungen
Feuer verändern das Ökosystem auch in klimatischer Hinsicht:
- Durch Vernichtung des Bewuchses (Erhöhung der Sonneneinstrahlung und der Lichtabsorption am Boden, stärkere Luftbewegung am Boden, Reduzierung des Wasserhaltevermögens) verändert sich das Mikroklima.
- Durch Rauchwolken bei großräumigen Feuern wird das lokale oder regionale Klima beeinflusst (Reduzierung der Sonneneinstrahlung). Auch der Wasserkreislaufs kann sich verändern wie z. B. bei Überschwemmungen in flussabwärts gelegenen Gebieten durch fehlendes Wasserrückhaltevermögen.
- globale Klimaänderungen: Die Häufung von Großfeuern setzt Kohlendioxid und Feinstaub in großer Menge frei und trägt damit zur Erwärmung der Atmosphäre bei.

### Einsatz von Feuer im Naturschutz

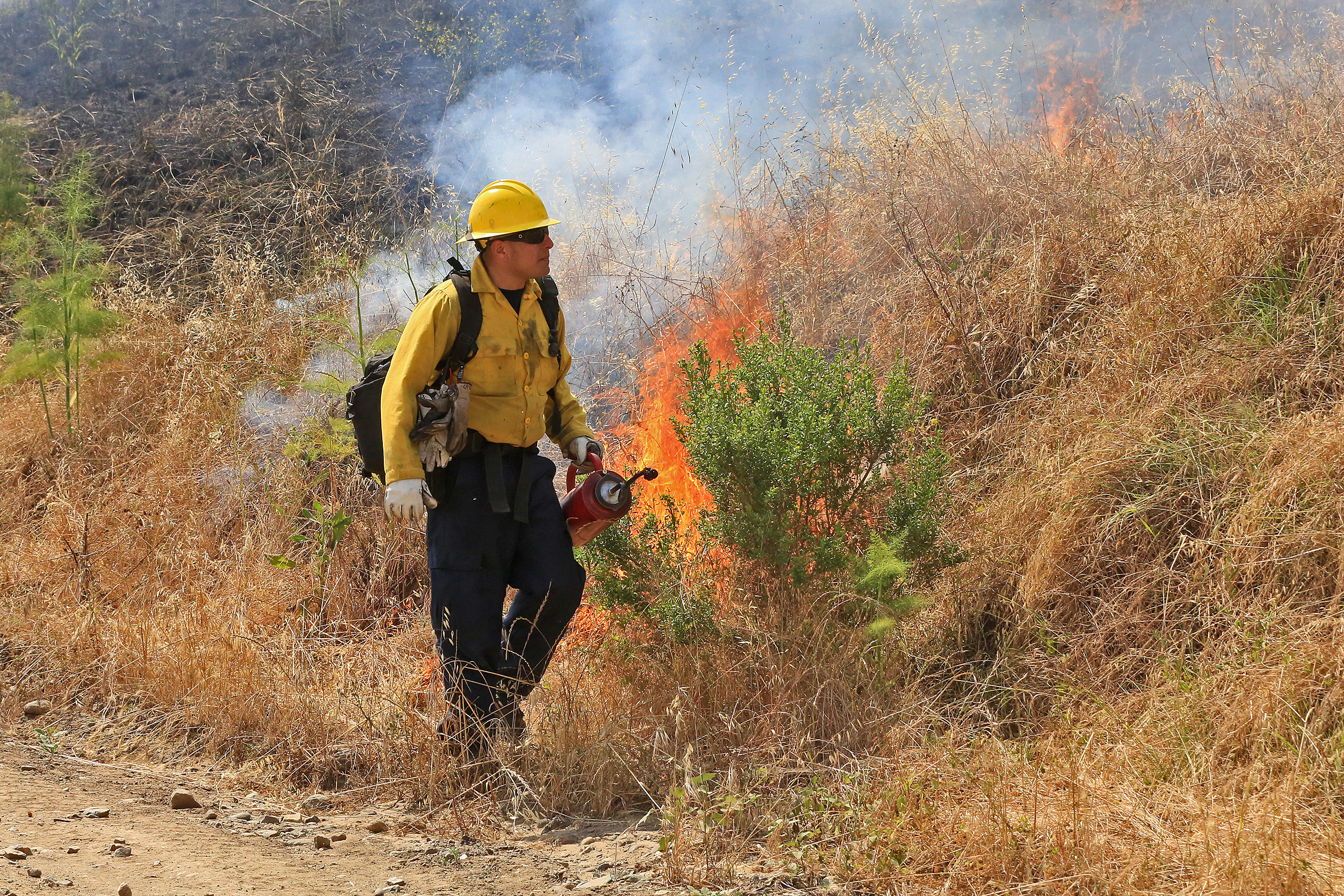
Die kalifornische Feuerwehr legt „Gefahrenminderungsbrände“

Die Erkenntnisse über den Umweltfaktor Feuer haben dazu geführt, dass im Naturschutz Feuer gezielt gelegt und kontrolliert werden, um die natürliche Vegetation zu erhalten. So werden in England Heidemoore abgebrannt, um den Bestand des Moorschneehuhns zu erhöhen, da diese sich von den Knospen der nach Bränden nachwachsenden Heidekräuter ernähren. Der Freiburger Feuerökologe Johann Georg Goldammer praktiziert und wirbt weltweit für diese Methode der Umweltpflege, oft gegen den Widerstand von Naturschützern und Feuerwehrleuten. Kontrollierte Brände, die nicht die Kronen der Wälder erreichen sind aber von großem Nutzen für die Erneuerung der Pflanzenwelt. Sie führen neues Licht und Dünger den unteren Bereichen des Waldes zu und sorgen für eine regelmäßige Beseitigung des Totholzes. Kleintiere überstehen diese Prozedur oft gut, da sie sich in angrenzende Bereiche verziehen. Wälder, die hingegen lange Zeit keinem Brand ausgesetzt waren, bilden zu viel Totholz aus und trocknen derart durch, dass das schädliche Waldbrandrisiko sehr hoch liegt. Diese Erkenntnis erfordert ein Umdenken vom im 19. Jahrhundert vor allem in Deutschland verbreiteten Vorstellung von der ungestörten „Waldesruh“ (siehe Deutscher Wald, Romantik): In Verwaltung und Wissenschaft wirken bis heute die Arbeiten von Dietrich Brandis (1824–1907) nach. Er arbeitete lange in der britischen Kolonialverwaltung und predigte „Feuer ist der Feind des Waldes.“